# Talsperre Chřibská
Die Talsperre Chřibská (Chřibská přehrada, deutsch auch Kreibitzer Talsperre) ist eine Talsperre am Oberlauf der Chřibská Kamenice (Kreibitzbach) zwei Kilometer südöstlich von Horní Chřibská (Oberkreibitz) und einen Kilometer westlich vom Berg Malý Stožec (Kleiner Schöber) im Lausitzer Gebirge in Nordböhmen (Tschechien).
Erbaut wurde sie in den Jahren 1912 bis 1924 zum Hochwasserschutz und auch als Erholungsgebiet. Heute dient die Anlage als Trinkwasserreservoir, das Betreten des Stauseeareals ist verboten.